# Andropolia aspera
Andropolia aspera är en fjärilsart som beskrevs av Morrison 1874. Andropolia aspera ingår i släktet Andropolia och familjen nattflyn. Inga underarter finns listade i Catalogue of Life.